# Gadmen
Gadmen és un municipi del cantó de Berna (Suïssa), situat a l'antic districte d'Oberhasli i a l'actual Interlaken-Oberhasli.

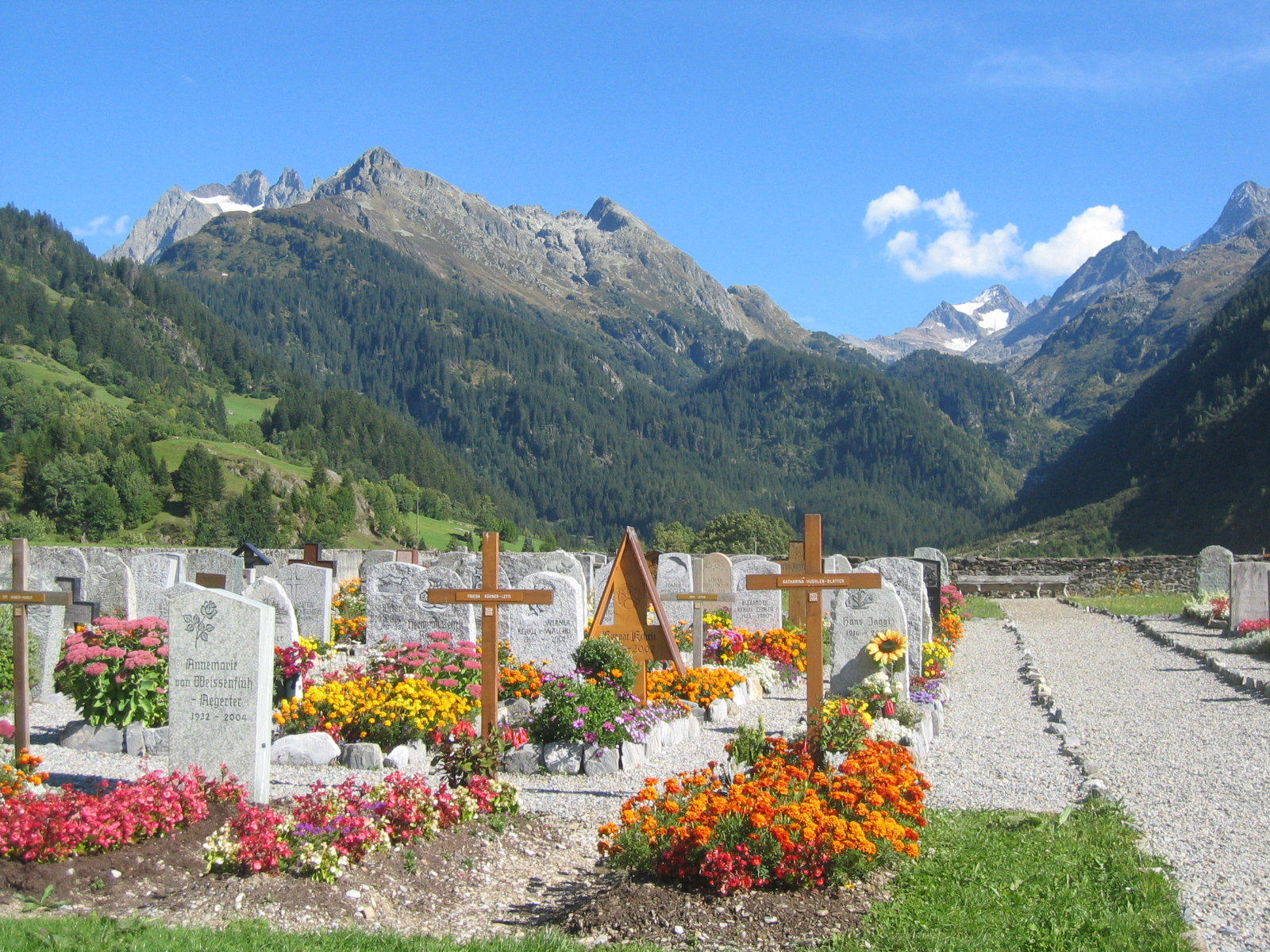
Cementiri